# Reverb (banda)
Reverb es un grupo de hard rock argentino formado en junio del 2019 por Joaquín Deheza y Pablo Portillo, cuyas letras fueron siempre escritas en español. En 2 años de carrera, lanzó 1 álbum y 7 sencillos. Además de sus fundadores, está integrada por Claund King y Joel Subelza.

## Historia

### Primeros años
Luego de una lesión que lo marginó de las canchas durante 9 meses, Joaquín Deheza (voz y guitarra), antes futbolista, se juntó con Pablo Portillo (guitarra principal) y el productor Ignacio Hoerth en junio de 2019 para formar una banda, cuyo nombre elegido fue Reverb. En agosto de ese año lanzaron Lluvia de Otoño, su primer single. Además, juntos compusieron y sacaron Por Vos, el segundo.
Con dos sencillos lanzados, se sumaron Claund King en bajo y Joel Subelza en batería para completar la banda. Siempre producidos por Ignacio Hoerth, con esa formación lanzaron Algunos Nunca se Irán, Donde Debo Estar (En la Cima), Memorias, Una Vez Más y Fantasmas, todos a lo largo de 2020. Además, Por Vos y Fantasmas contaron con video oficial.

### Emerger
El 25 de junio de 2021 salió Emerger, el primer álbum. En el mismo además de las canciones ya lanzadas se sumaron Sobrevivir, Palabras y Marea, los nuevos sencillos. 

## Discografía

### Álbumes de estudio
- 2021: Emerger (Independiente)

### Singles
- 2019: Lluvia de Otoño
- 2019: Por Vos
- 2020: Algunos Nunca se Irán
- 2020: Donde Debo Estar (En la Cima)
- 2020: Memorias
- 2020: Una Vez Más
- 2020: Fantasmas